# 上村幸治
上村幸治（1958年—2013年1月1日）出生于鹿儿岛县，毕业于大阪外国语大学，为每日新闻社中国总局长，独协大学教授，为日本中国通。

## 生平
- 1958年，上村幸治出生在鹿儿岛县。他成长于京都府。
- 1980年，上村幸治在大阪外国语大学中国语学科毕业，并且加入毎日新闻社。
- 1987年，上村幸治担任毎日新闻香港支局勤务。
- 1989年6月4日，上村幸治在北京市，现场观察了第二次天安门事件。
- 1994年，上村幸治担任毎日新闻北京支局勤务。
- 2003年，上村幸治担任毎日新闻中国总局长。
- 2005年，上村幸治退社，担任独协大学外国语学部言语文化学科专任讲师。
- 2006年，上村幸治担任独协大学外国语学部言语文化学科教授。
- 2007年，上村幸治担任独协大学国际教养学部言语文化学科教授。
- 2013年（平成25年）1月1日，病逝於神奈川縣秦野市[1]。

## 作品

### 独著
- 『香港狂骚曲』（岩波书店，1994年　ISBN 4000038338）
- 『台湾 アジアの梦の物语』（新潮社，1994年　ISBN 4104016012）
- 『香港を极める』（朝日文库，1997年 ISBN 4022611960）
- 『中国路地里物语―市场经济的光之影』（岩波书店〈岩波新书〉，1999年 ISBN 4004306019）
- 『中国 权力核心』（文艺春秋，2000年 ISBN 4163559701）
- 『中国のいまがわかる本』（岩波书店〈岩波ジュニア新书〉，2006年 ISBN 4005005306）

### 合著
- 垂水健一・王小燕『アジアカップ・サッカー骚ぎはなぜ起きたのか―その真相・背景・今后を考える』（日本侨报社，2004年 ISBN 4931490972）
- 朱建荣『チャイナシンドローム―日中关系之全面的检证』（骏河台出版社，2006年 ISBN 4411003716）

### 译著
- 高文谦『周恩来秘录』（文艺春秋，2007年 上巻 ISBN 978-4-16-368750-6、下巻 ISBN 4163687602）

## 備註
1. ↑  上村幸治氏死去（獨協大教授、元毎日新聞中国総局長） 時事通信 2013年1月3日閲覧